# Александров, Ярослав Павлович
Ярослав Павлович Александров (27 февраля 1925, Ганджа, Азербайджанская ССР — 12 января 1988, Москва) — советский скрипач, педагог, народный артист РСФСР (1974).

## Биография
Ярослав Павлович Александров родился 27 февраля 1925 года в Гандже Азербайджанской ССР. В 1952 году окончил Московскую консерваторию (педагог Д. Ф. Ойстрах), а в 1955 году — у него же аспирантуру.
В 1952—1974 годах был второй скрипкой в квартете им. А. П. Бородина Московской филармонии. Вместе с ним выступали Ростислав Дубинский, Дмитрий Шебалин, Валентин Берлинский.
С 1972 года работал преподавателем (с 1977 года — доцент, позже — профессор) Государственного музыкально-педагогического института имени Гнесиных. В 1981—1984 годах — ректор ГМПИ им. Гнесиных.

## Награды и премии
- Заслуженный артист РСФСР (1967).
- Государственная премия РСФСР имени М. И. Глинки (1968) за концертные программы (1965—1966) и (1966—1967).
- Народный артист РСФСР (1974).